# راب تینکلر
راب تینکلر (انگلیسی: Robert Tinkler؛ زادهٔ ۱۲ مهٔ ۱۹۷۳) صداپیشه، بازیگر، فیلم‌نامه‌نویس و کارگردان فیلم اهل کانادا است.
از فیلم‌ها یا برنامه‌های تلویزیونی که وی در آن نقش داشته است، می‌توان به گربه کلاه‌به‌سر اشاره کرد.